# Askjem
Askjem este o localitate din comuna Rissa, provincia Sør-Trøndelag, Norvegia, cu o suprafață de 0,33 km² și o populație de 280 locuitori (2013).